# Gesangbuch
Ein Gesangbuch ist eine Sammlung von Liedern, die dem gemeinsamen Singen dient. Im Unterschied zum Liederbuch ist ein Gesangbuch stets einer definierten Gruppe zugeordnet, zumeist im religiösen oder kirchlichen Bereich.

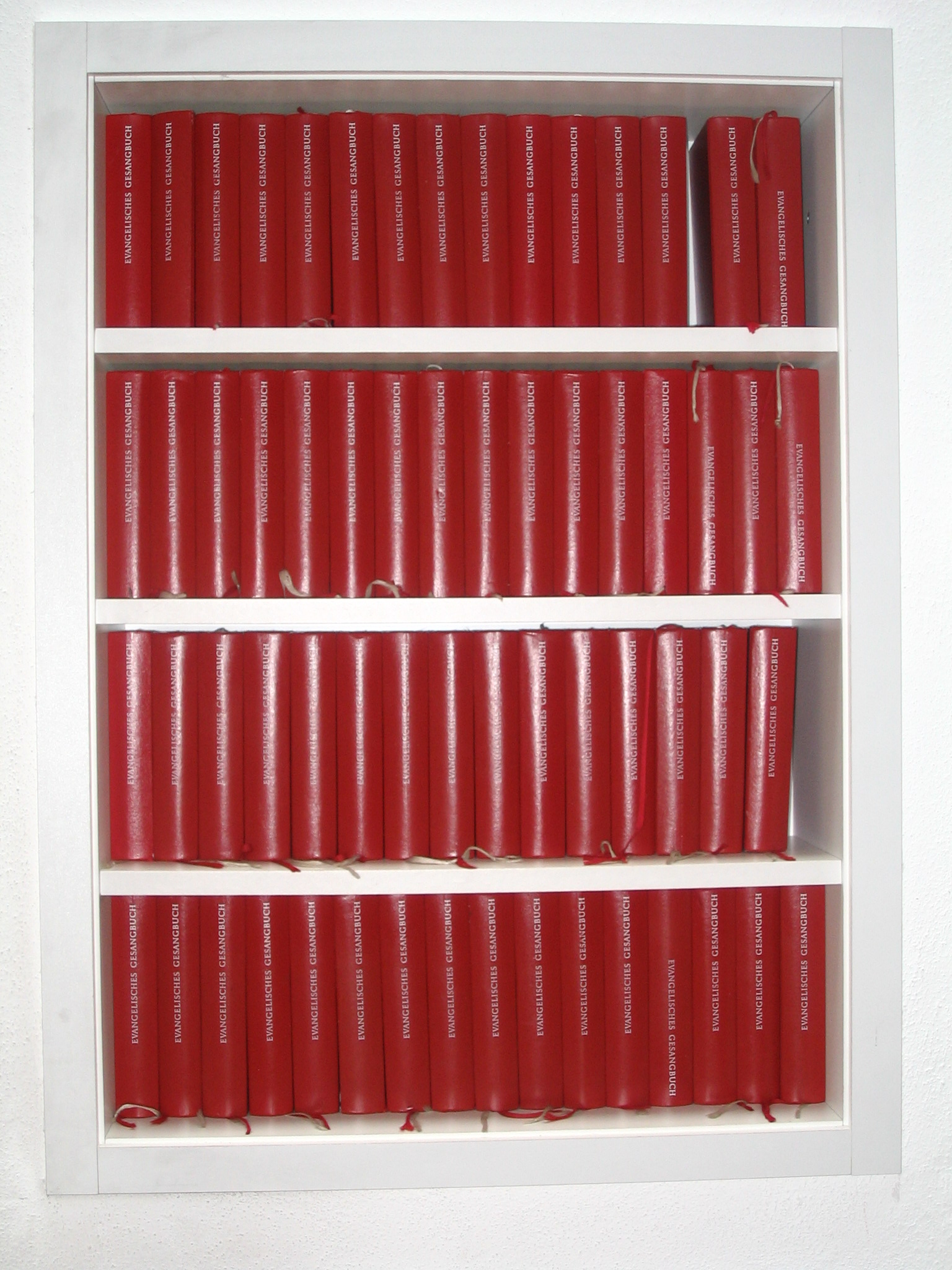
Evangelisches Gesangbuch (EG)

## Arten des Gesangbuchs
Gesangbücher sind meist nach den Themen der Lieder geordnet, sind aber öfters auch nur einem bestimmten Thema gewidmet. So gibt es
- Kirchliche Gesangbücher, die von den Religionsgemeinschaften oder ihren Untergliederungen herausgegeben werden und dem Gesang während des Gottesdienstes und anderer Veranstaltungen dienen. Darin sind Liedtexte sowie oftmals die dazugehörigen Noten von traditionellen und neuen geistlichen Liedern enthalten. Zudem sind häufig Gottesdienstabläufe, Psalmen und Gebete abgedruckt. Die Hymnologie untersucht Gliederung und Aufbau sowie Inhalt und Herkunft von kirchlichen Gesangbüchern und Kirchenliedern.
- Gesangbücher für Pfadfinder oder andere Gruppierungen wie die Alpenvereine
- Liederbücher für die Schule oder Feldgesangbücher für Soldaten.
- Kommersbücher für Studentenverbindungen.
- Thematische Gesangbücher – etwa mit Spirituals, zum Wandern, für den Advent und Weihnachten und Ähnliches mehr.
- In der Seemannssprache wird der Scheuerstein zum Scheuern des Decks als Gesangbuch bezeichnet, da man ihn kniend benutzt.

Gesangbücher im deutschsprachigen Raum enthalten meist die Melodie in Notenschrift sowie den Text der Lieder. Doch gibt es auch Gesangbücher, die nur die Texte enthalten – etwa wenn sie zum Mitnehmen auf Fahrten konzipiert sind und die Melodien (etwa bei Bergsteigerliedern) hinlänglich bekannt sind.

Früher waren solche Lieder-Textbücher viel stärker als heute verbreitet und wurden für zahlreiche Themen und von verschiedensten Vereinen herausgegeben. Dies war nicht zuletzt auch darauf zurückzuführen, dass der Druck von Noten technisch besonders aufwendig war und daher die Kosten für das einzelne Buch erheblich in die Höhe getrieben hätte. Kirchengesangbücher im englischsprachigen Raum sind auch heute noch oft als reine Textausgaben im Gebrauch.
Noten für Begleitinstrumente enthalten nur wenige Gesangbücher; oft sind jedoch Akkorde für die begleitende Gitarre (oder ähnliches) angegeben. Doch gehen manche Herausgeber von Gesangbüchern heute dazu über, zumindest bei einem Großteil der Lieder komplette Notensätze mit abzudrucken. Dies erspart dann die Veröffentlichung eines besonderen Notenbuchs.

## Christliche Gesangbücher, geschichtliche Entwicklung
Geschichte und Entwicklung des Gesangbuchs sind eng verknüpft mit der Geschichte des Kirchenlieds.

### Mittelalter
Seit dem Mittelalter gibt es in der Römischen oder Lateinischen Kirche Bücher mit liturgischen Gesängen wie Graduale und Antiphonale. Sie enthalten lateinische Gesänge des Gregorianischen Chorals und sind in der Regel nicht für den Gemeindegesang, sondern für den Chor oder die Choralschola bestimmt. Seit durch die Liturgische Bewegung zu Beginn des 20. Jahrhunderts die Gläubigen aktiver in den Gottesdienst einbezogen wurden, erschienen Auszüge aus dem Graduale als Kyriale für das Volk.

### Vorreformation und Reformationszeit

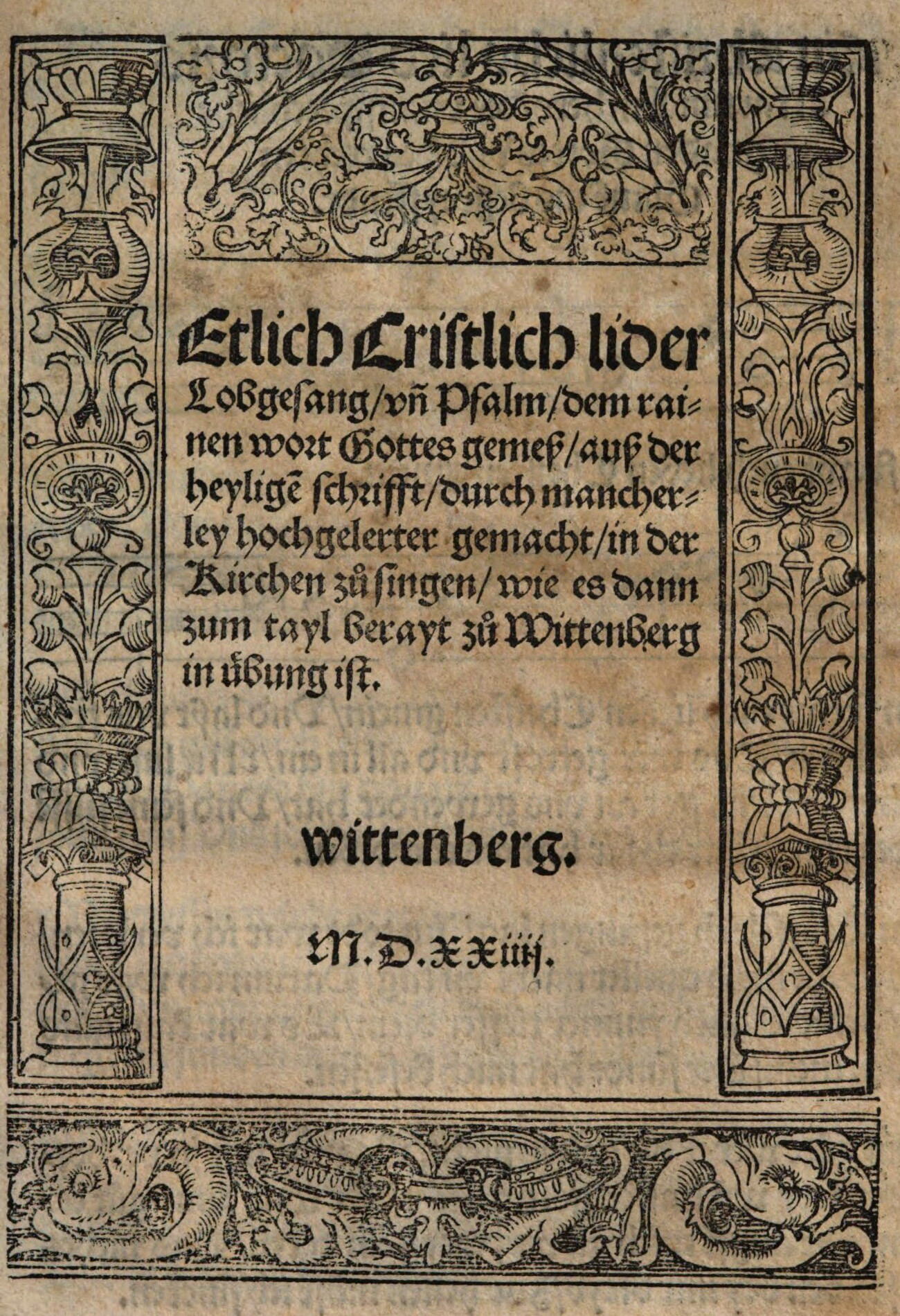
Titelblatt des Achtliederbuchs (1524)

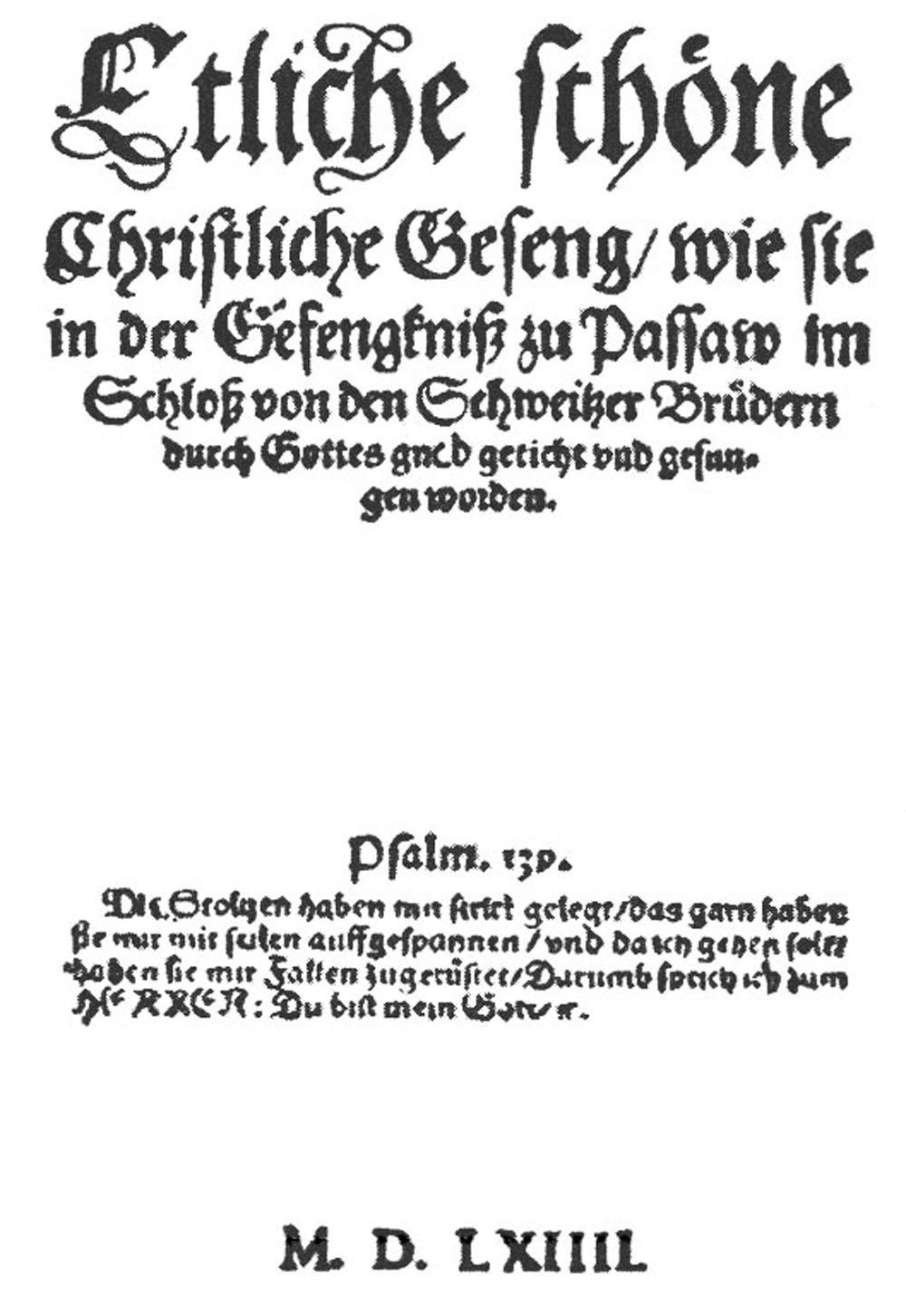
Titelseite der Etlichen schönen christlichen Gesäng (1564)

Erst in der Vorreformation wurden Gemeindegesangbücher zusammengestellt, die volkssprachliche Lieder enthielten. Eines der ersten bekannten Gemeindegesangbücher wurde 1501 in tschechischer Sprache, wohl in Prag, gedruckt. 1531 gab Michael Weiße, der den Böhmischen Brüdern angehörte, eine im böhmischen Jungbunzlau gedruckte deutsche Adaption heraus.
Der Reformator Martin Luther schätzte neben der Beteiligung der Gemeinde am Gottesdienst durch den Gemeindegesang das Kirchenlied auch zur Vermittlung von Lehraussagen. Im Jahre 1524 erschienen sein Achtliederbuch  und weitere Gesangbücher aus dem Geist der Reformation, darunter „Ein geistlich Gesangbüchlein“ mit vierstimmigen Tenorliedern, gesetzt und herausgegeben von Luthers Mitarbeiter Johann Walter. Die Zeit nach Luthers Tod war durch eine Verfeinerung und Dogmatisierung der Theologie gekennzeichnet, die sich auch in den Kirchenliedtexten niederschlug.
Mit Zu Lob und Dank Gottes erschien in St. Gallen 1533 das erste evangelische Kirchengesangbuch der Schweiz. Auftraggeber war der Rat der Stadt, Ausführender der erste Stadtpfarrer Dominik Zili (vor 1500–1542), gedruckt wurde bei Froschauer in Zürich.: S. 233–234
Um 1564 erschien die erste Auflage der Etlichen schönen christlichen Gesäng wie dieselbigen zu Passau von den Schweizer Brüdern in der Gefenknus im Schloss durch göttliche Gnade gedicht und gesungen warden. Ps. 139. Ihre Dichter waren Anhänger der Täuferbewegung, der Entstehungsort – wie im Titel angegeben – der Kerker des Passauer Schlosses. Die zweite erweiterte Auflage (gedruckt 1571) trägt bereits im Titel den Namen Ausbund, unter dem dieses Gesangbuch bis heute bekannt ist und noch immer in den amischen Gemeinden seine gottesdienstliche Verwendung findet. Es ist das älteste Gesangbuch, das seit der Reformationszeit ununterbrochen genutzt wird.
In der zweiten Hälfte des 16. Jahrhunderts erschienen zahlreiche weitere Gesangbücher in rascher Folge. Die Erfindung des Buchdrucks mit (beweglichen) Lettern ermöglichte es, in großer Zahl und für viele Gemeindeglieder erschwingliche Gesangbücher zu drucken. Gesangbücher wurden häufig mit Anleitungen zum (privaten) Gebet und zur (häuslichen) Andacht ergänzt; oft wurden auch der Katechismus und die zentralen Glaubensbekenntnisse beigefügt. Die Herausgabe solcher Gesangbücher ging meistens auf die Initiative von Verlegern zurück.
Maßgeblich durch den Reformator Johannes Calvin gefördert, erschien 1562 mit dem Genfer Psalter das erste vollständige Psalmengesangbuch. In den Übersetzung Ambrosius Lobwassers wurde es für über zweihundert Jahre das maßgebliche deutschsprachige Gesangbuch der reformierten Gemeinden. 1565 erschien in Tübingen der erste komplett vierstimmig vertonte deutsche Psalter von Sigmund Hemmel, in dem der Cantus Firmus noch im Tenor geführt ist. Von Lukas Osiander stammt das erste mehrstimmige Gesangbuch mit Diskant-cantus firmus (1569).

### Evangelisches Kirchenlied seit der Reformation

#### Zeit des Dreißigjährigen Krieges und Vorpietismus

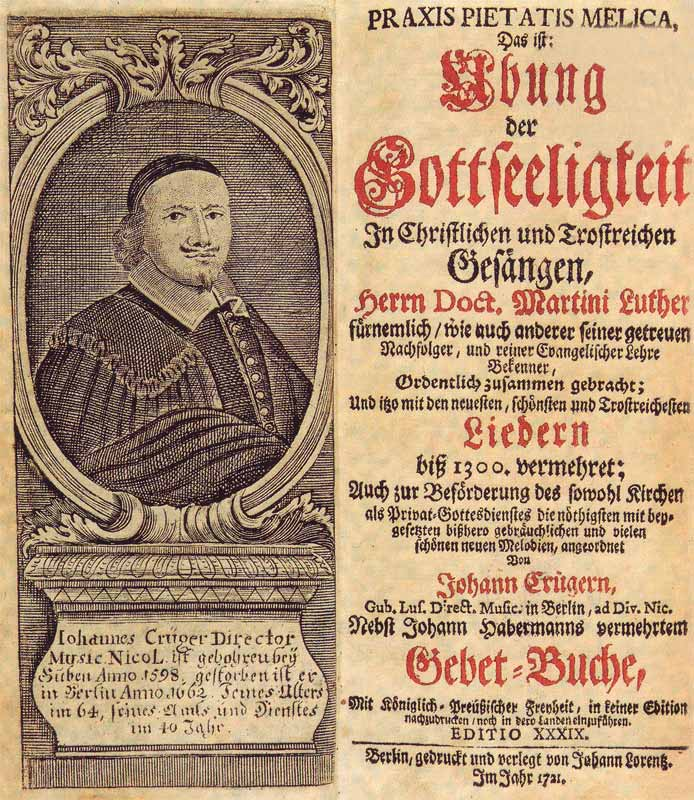
Johann Crügers Praxis pietatis melica, das bedeutendste Gesangbuch des 17. Jahrhunderts

Im 17. Jahrhundert blühte die deutschsprachige Dichtkunst auf, wie beispielsweise Martin Opitz’ Buch von der Prosodia germanica oder deutschen Poeterei (1624) belegt. Gesangbücher aus der Zeit des Dreißigjährigen Krieges richteten sich verstärkt auf den Rahmen der privaten Andacht, so etwa das 1647 in zweiter Auflage von Johann Crüger herausgegebene Praxis pietatis melica. Es enthielt erstmals Andachtslieder von Paul Gerhardt (18 in der zweiten Auflage, 82 in der fünften Auflage von 1653) und erreichte zahlreiche Wiederauflagen.
Während sich alle bisherigen Gesangbücher letztlich an Privatpersonen richteten, erschienen nun auch erste Regionalgesangbücher, welche von Landesherren oder Konsistorialräten und Landessuperintendenten für kleine Regionen herausgegeben wurden.

#### Pietismus
Im Rahmen des Pietismus entstand eine Flut neuer Kirchenlieder, die sich in neuen Gesangbüchern niederschlug. Das wichtigste Gesangbuch des Pietismus, das 1704 in Halle erschienene Freylinghausensche Gesangbuch, umfasste in zwei Bänden ungefähr 1500 Lieder.

#### Rationalismus
Während des Rationalismus wurden viele existierende Lieder nach rationalistischen Wertmaßstäben überarbeitet, und es gab zahlreiche Neudichtungen. Ein Gesangbuch des Rationalismus ist das 1780 von Johann Andreas Cramer herausgegebene Cramersche Gesangbuch.

#### 19. Jahrhundert
Die Romantik brachte eine Rückbesinnung auf Lieder der Reformation und auf alte liturgische Formen. Ernst Moritz Arndt forderte 1819 ein gemeinsames Gesangbuch für Protestanten und Katholiken. Der erste Ansatz eines gesamtdeutschen evangelischen Gesangbuchs, das Deutsche Evangelische Gesangbuch in 150 Kernliedern von 1853 verzichtet fast vollständig auf pietistische und rationalistische Lieder. Letztlich konnte es sich aufgrund seiner einseitigen stilistischen Ausrichtung nicht durchsetzen.
Während das Konzept eines einheitlichen evangelischen Gesangbuchs für den gesamten deutschen Raum also zunächst scheiterte, wurden verschiedene evangelische Gesangbücher für einzelne Landeskirchen herausgegeben, beispielsweise 1883 für Schleswig-Holstein.

### Katholisches Kirchenlied seit der Gegenreformation
Angestoßen von der Breitenwirkung der volkssprachlichen Lieder und Gesänge der Reformation, entstanden auch in der römisch-katholischen Kirche deutschsprachige Lieder und Liedersammlungen. Michael Vehe gab 1537 das erste katholische Gemeindegesangbuch heraus, das teilweise Überarbeitungen von Liedern Luthers enthielt. Umfangreicher und von der Rezeption her bedeutender war das 1567 erschienene Gesangbuch Geistliche Lieder und Psalmen der Alten Apostolischer recht und warglaubiger Christlicher Kirchen des Bautzener Domdekans Johann Leisentrit. Dieses größte, wohl am schönsten ausgestattete Gesangbuch der katholischen Reform enthält 250 Lieder mit 181 Melodien, darunter viele aus protestantischen Quellen und etwa 70 neue, die aus Leisentrits eigener Feder stammen dürften. 1545 erschien das noch von Luther ausdrücklich anerkannte Babstsche Gesangbuch.
Obwohl das Konzil von Trient (1545–1563) an der lateinischen Liturgiesprache verbindlich festhielt, wurden deutsche Kirchenlieder als Begleitung des Gottesdienstes üblich. Im Zuge der Gegenreformation gaben vor allem die Jesuiten zur Glaubensunterweisung zahlreiche Gesangbücher heraus. Trutznachtigall oder geistlich-poetisch Lustwäldlein des Jesuiten Friedrich Spee erschien postum 1649 in Köln. In der Barockzeit folgten „typisch katholische“ Sammlungen mit Schwerpunkt auf Fronleichnams-, Marien- und Heiligenliedern. Im 18. und 19. Jahrhundert wuchs die Zahl von katholischen Gesangbüchern, die zunehmend von den Bischöfen für ihr Bistum autorisiert wurden. Zu nennen ist das 1777 erschienene Der heilige Gesang zum Gottesdienste in der römisch-katholischen Kirche. Erster Theil von Franz Seraph von Kohlbrenner.
In Süddeutschland und in Österreich entstanden ab der Aufklärungszeit Singmessen in deutscher Sprache. Die Liturgie wurde von Gemeindegesängen begleitet, während der Priester die liturgischen Gebete leise verrichtete. Die von Franz Schubert 1827 vertonte Deutsche Messe, deren die Messliturgie paraphrasierender Text von Johann Philipp Neumann stammt, ist bis heute populär und teilweise in mehreren diözesanen Gesangbüchern zu finden.

### 20. und 21. Jahrhundert
Das 20. Jahrhundert bringt zunächst den Durchbruch überregionaler Gesangbücher.

#### Evangelische Landeskirchen

Ostfriesisches Kirchengesangbuch von 1766

Erstes baptistisches Gesangbuch in deutscher Sprache (Ausgabe 1860)

Gemeinsames Gesangbuch des Freien evangelischen und des Evangelisch-Freikirchlichen Gemeindebundes (2003)

Das 1915 erschienene Deutsche Evangelische Gesangbuch (DEG), ursprünglich für die Deutschen im Ausland, herausgegeben vom Deutschen Evangelischen Kirchenausschuss, mit 342 Liedern lieferte die Basis für das erste Einheitsgesangbuch. Es war maßgeblich von Julius Smend, Wilhelm Nelle und Wilhelm Tümpel gestaltet worden. Es wurde als Stammteil in verschiedene evangelisch-landeskirchliche Gesangbücher übernommen, die jeweils um einen Regionalteil erweitert waren. Das geschah erstmals in Lübeck 1916 mit einem 45 Lieder umfassenden landeskirchlichen Anhang. Ein weiteres Beispiel für ein Gesangbuch dieser Konzeption ist das Nordgesangbuch von 1930 für Schleswig-Holstein, Lübeck, Hamburg, Mecklenburg-Schwerin und Mecklenburg-Strelitz. 
Ab 1950 wurde in allen deutschen Landeskirchen und in Österreich das Evangelische Kirchengesangbuch (EKG) eingeführt, zuletzt in Westfalen und Rheinland aufgrund vertraglicher Bindungen erst 1969. Es war ab 1939 von einem Gesangbuchausschuss des Verbandes evangelischer Kirchenchöre unter der Leitung von Christhard Mahrenholz erarbeitet worden. Auch das EKG bot einen einheitlichen Stammteil, der in 13 Ausgaben jeweils um einen landeskirchlichen Regionalteil ergänzt wurde.
Schon bald wurde als Mangel empfunden, dass das EKG kaum neue Melodien enthielt. Neuen musikalischen und textlichen Bedürfnissen (Jazz-Elemente, Spirituals, neue Kirchenlieder unter Einbeziehung popularmusikalischer Elemente etc.) wurde zunächst mit Anhängen und Beiheften Rechnung getragen (1975 Gottes Volk geht nicht allein, 1982 Auf und macht die Herzen weit, 1983 Lieder unserer Zeit).
Schließlich wurde von 1993 bis 1996 das Evangelische Gesangbuch (EG) eingeführt, das sich an alle deutschsprachigen Gemeinden in Europa richtet. Wie das EKG besteht es aus Stammteil und acht landeskirchlichen Regionalteilen. Im Gegensatz zum EKG berücksichtigt das EG eine große Breite an musikalischen und textlichen Stilistiken.
In den norddeutschen Landeskirchen sind in den letzten Jahren auch Gesangbücher in plattdeutscher und nordfriesischer Sprache erschienen. Dies sind Dor kummt een Schipp (Niedersachsen/Bremen), Op goden Kurs (Schleswig-Holstein/Hamburg) und das in den nordfriesischen Dialekten erschienene Loow nü e Hiire.
Die Dänische Kirche in Südschleswig (DKS) benutzt das 2003 neu edierte Gesangbuch der dänischen Volkskirche Den Danske Salmebog. Im Jahr 1995 erschien erstmals das von Pastoren der dänischen Kirche zusammengestellte deutsch-dänische Gesangbuch Dansk-Tysk Salmebog.
In der Schweiz gibt es seit Ende der 1990er das Reformierte Gesangbuch (RG), dessen gleichnamiger Vorgänger (kurz Reformiertes Kirchengesangbuch/RKG) 1952 erschienen war.

#### Altkonfessionelle Kirchen
Die Selbständige Evangelisch-Lutherische Kirche (SELK) führte 1987 das Evangelisch-Lutherische Kirchengesangbuch (ELKG) ein, das im Stammteil dem EKG entspricht und im Anhang Liedgut vor allem aus Zeit der lutherischen Orthodoxie und der lutherischen Erweckung bietet. Ab 2005 wurde in der SELK an einem neuen Gesangbuch gearbeitet, für das in praktisch-musikalischer Hinsicht eine „höchstmögliche Kompatibilität“ im Blick auf das EG angestrebt wurde. Es erschien 2021 unter dem Namen Evangelisch-Lutherisches Kirchengesangbuch² ELKG²; vom EG unterscheidet es sich durch einen anderen Aufbau, etliche eigene Lieder und weniger Textveränderungen gegenüber den Originaltexten.
Die Evangelisch-Lutherische Freikirche (ELFK) benutzt seit 1971 das Lutherische Kirchengesangbuch (LKG), das eine eigenständige Struktur aufweist und teilweise noch unrevidierte Textfassungen bietet. Seit 2002 arbeitet die ELFK an einem neuen Gesangbuch. Im Herbst 2005 erschien dazu ein Probeheft unter dem Titel Auf dem Weg. Lieder zu Advent und Trauung. 2015 erschien schließlich das neue Lutherische Gesangbuch.

#### Evangelische Freikirchen
Die Evangelisch-methodistische Kirche (EmK) in Deutschland, Österreich und der Schweiz führte zum 1. Advent 2002 das das vorherige Gesangbuch von 1969/1971 ablösende Gesangbuch der Evangelisch-methodistischen Kirche (EM) ein. Es umfasst 681 zum Teil ganz neue Lieder auf 1472 Seiten, nicht zuletzt aus dem Bereich Neues Geistliches Lied. Ergänzt wird es durch Gebete, Bekenntnisse, Andachten und Liturgien und ist erstmals durch religiöse künstlerische Bilder illustriert.
Sein fünftes Gesangbuch innerhalb von 100 Jahren gab der Bund Evangelisch-Freikirchlicher Gemeinden in Deutschland im Jahr 2004 heraus. Es trägt den Titel Feiern & Loben und wird – wie auch das vorhergehende Gesangbuch Gemeindelieder – gemeinsam mit dem Bund Freier evangelischer Gemeinden in Deutschland benutzt. Die drei ersten evangelisch-freikirchlichen (baptistischen) Gesangbuchausgaben trugen den Titel Glaubensstimme.

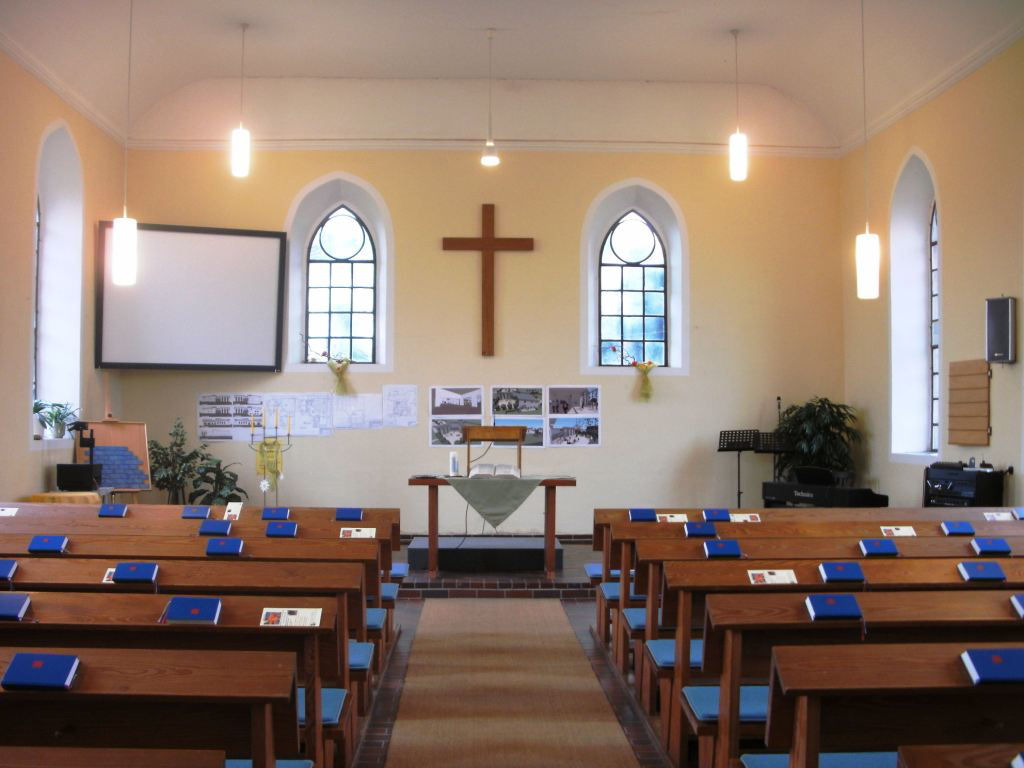
Mennonitische Gesangbücher in der Mennonitenkirche Sembach

Die Arbeitsgemeinschaft Mennonitischer Gemeinden und die Konferenz der Mennoniten der Schweiz gaben 2004 erstmals das Mennonitische Gesangbuch heraus. Das Gesangbuch enthält auf rund 1.300 Seiten über 500 Lieder sowie Gebete und Meditationsworte. Für deutschsprachige Mennonitengemeinden in Kanada und Lateinamerika wurde 2007 zudem das 576 Lieder umfassende Gesangbuch der Mennoniten herausgegeben.
Die Freikirche der Siebenten-Tags-Adventisten hat 2016 für Deutschland und die Deutschschweiz mit glauben, hoffen, singen ein neues Gesangbuch herausgegeben. Zuvor war das Gesangbuch Wir loben Gott von 1983 verbreitet, zu dem es seit 2005 den Ergänzungsband Leben aus der Quelle mit teilweise neuerem Liedgut gab.

#### Römisch-katholische Kirche
Mit der gegen Ende des 19. Jahrhunderts einsetzenden Liturgischen Bewegung fanden muttersprachliche Gesänge verstärkt Eingang in die Liturgie der katholischen Kirche im deutschsprachigen Raum. Eine verbreitete Form der Liturgie waren die Betsingmessen. Mehrere Diözesen veröffentlichten eigene Gebet- und Gesangbücher, so Rottenburg (1867), Paderborn (1874) oder Köln (1875), im 20. Jahrhundert folgten Ausgaben in allen Diözesen. Eine wichtige Funktion bei der Entstehung und Verbreitung eines einheitlichen religiösen Liedgutes im deutschen Sprachraum hatte das 1938 erstmals erschienene Kirchenlied. Eine Auslese geistlicher Lieder. 1947 erarbeiteten Fachleute aus verschiedenen deutschen Diözesen unter Vorsitz des Trierer Bischofs Franz Rudolf Bornewasser eine Liste von 74 „Einheitsliedern“; eine ähnliche, 1916 erschienene Liste mit 23 Liedern hatte sich nicht durchsetzen können.
Für die Katholiken in Deutschland, Österreich, Südtirol, Luxemburg und dem deutschsprachigen Belgien war seit 1975 das Gotteslob das gemeinsame Gebet- und Gesangbuch, in allen Bistümern durch Diözesan-Anhänge erweitert.
Neue geistliche Lieder wurden im Gotteslob von 1975 noch nicht berücksichtigt, wurden jedoch in vielen Gemeinden und Gruppen populär und in vielfältigen Veröffentlichungen verbreitet. Ein Ergänzungsheft zum Gotteslob mit 54 Nummern erschien 1985 für den Diözesananhang des Bistums Aachen und wurde in mehreren Bistümern benutzt. Auch in anderen Bistümern erschienen in den späten 1980er und 1990er Jahren eigene Ergänzungshefte. Entstanden sind in zahlreichen Gemeinden auch Liedersammlungen, die zur lokalen Verwendung in einfacher Form als Liederheft vervielfältigt werden.
Ab 2002 wurde ein völlig neu erstelltes Gotteslob für die deutschen und österreichischen Diözesen sowie Südtirol erarbeitet, zunächst unter dem vorläufigen Titel Gemeinsames Gebet- und Gesangbuch (GGB). Seit Advent 2013 ist das Buch im gottesdienstlichen Gebrauch. Bis Ende Juli 2014 war es in allen Gemeinden erhältlich. Auch das neue Gotteslob besteht aus einem gemeinsamen Teil und einem Diözesanteil, wobei sich einige Diözesen auf gemeinsame Ausgaben einigten.
Die Schweiz hat seit 1998 das Katholische Gesangbuch der deutschsprachigen Schweiz (KG).

#### Altkatholische Kirche
Die altkatholischen Gemeinden in Deutschland und Österreichs benutzen das Gesangbuch Eingestimmt von 2003.

#### Apostolische Kirchen
In der Neuapostolischen Kirche wurde das 1889 erschienene Apostolische Gesangbuch 1910 durch die erste Fassung des Neuapostolischen Gesangbuchs abgelöst. Dessen zweite Ausgabe von 1925 war etwa 80 Jahre in Gebrauch. Sie wurde 2005 durch das Gesangbuch der Neuapostolischen Kirche ersetzt.
Die deutschsprachigen Gemeinden der freien Vereinigung Apostolischer Gemeinden haben 1959 ein eigenes Apostolisches Gesangbuch herausgegeben, das sich stark an das neuapostolische Gesangbuch anlehnte. Von 1992 bis 2005 wurde dieses grundlegend überarbeitet bzw. neugestaltet und ist seit 2005 in den Gemeinden in Gebrauch. Es heißt Singt dem Herrn.

#### Ökumene
Die Zahl der gemeinsamen (ökumenischen) Lieder steigt von Gesangbuch-Neuausgabe zu -Neuausgabe. Verantwortlich dafür ist die Arbeitsgemeinschaft für ökumenisches Liedgut (AÖL) im Auftrag der christlichen Kirchen des deutschen Sprachbereichs. Sie gab 1972 unter Beteiligung der römisch-katholischen Bischofskonferenzen in Deutschland, Österreich, der Schweiz, Italien und Luxemburg, der evangelischen Kirche in Deutschland, Österreich und der Schweiz, der Altkatholischen Kirche und mehrere Freikirchen erstmals 102 Lieder unter dem Titel Gemeinsame Kirchenlieder. Gesänge der deutschsprachigen Christenheit heraus. Die Liste wird seitdem fortgeschrieben.

#### Europa
Das Gesangbuch der Gemeinschaft Evangelischer Kirchen in Europa (GEKE) heißt Colours of Grace und erschien erstmals 2006. Es enthält christliche Gesänge, traditionelle Choräle und moderne Kirchenlieder in insgesamt zwanzig europäischen Sprachen.

#### Gesangbücher für besondere Anlässe und für den privaten Rahmen
In vielen Kirchengemeinden werden für besondere liturgische Feiern wie die Osternacht, Gottesdienste für Kinder oder für die Jugend spezielle Liederhefte erstellt, oft auch als Schnellhefter zum Ergänzen oder Erneuern einzelner Blätter.
Auch bei kirchlichen Festen mit familiärem Charakter – vor allem für die Taufe und für Hochzeiten – wird es unter engagierten Christen üblich, die gesungenen Lieder in eigenen dünnen Liederheften zu kopieren. Diese Hefte enthalten häufig auch Fotos der „Hauptpersonen“, die Texte der Lesungen oder andere Bibelstellen bzw. persönliche Texte und sind als kleines Geschenk zum Mitnehmen gedacht.